# Río Verde de los Montes
Río Verde de los Montes är ett vattendrag i Colombia.   Det ligger i departementet Antioquía, i den centrala delen av landet, 180 km nordväst om huvudstaden Bogotá.